# Loučky (okres Semily)
Loučky – gmina w Czechach, w powiecie Semily, w kraju libereckim. Według danych z dnia 1 stycznia 2013 liczyła 161 mieszkańców.